# Leonore Kirschstein

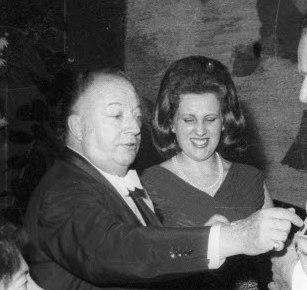
Leonore Kirschstein mit Peter Kreuder bei einer Veranstaltung im Kieler Schloss (1970)

Leonore Kirschstein (* 29. März 1933 in Stettin, Preußen; † 26. Februar 2017) war eine deutsche Opernsängerin in der Stimmlage Sopran sowie eine Dozentin für Sologesang.

## Leben
Leonore Kirschstein absolvierte von 1952 bis 1958 eine Ausbildung zur Opern- und Konzertsängerin am Robert-Schumann-Konservatorium in Düsseldorf bei Franziska Martienssen-Lohmann. Von 1958 bis 1960 wirkte sie an der Städtischen Oper Berlin als Lyrischer Sopran. In den Spielzeiten 1960 bis 1963 war sie am Stadttheater Kiel engagiert. Währenddessen sang sie bei den Salzburger Festspielen 1961 das Sopran-Solo in Wolfgang Amadeus Mozarts Requiem. Sie wechselte 1963 ans Stadttheater Augsburg und blieb dort bis 1965. Hier lernte sie ihren Kollegen, den Bariton Ernst Grathwol, kennen und lieben. Als Konzertsängerin gastierte sie 1964 mit Beethovens Missa solemnis in einigen italienischen Städten. Ihre nächste Station waren von 1965 bis 1968 die Bühnen der Stadt Köln. Generalmusikdirektor István Kertész hatte sie hierher verpflichtet.
Mit dem Ensemble der Bayerischen Staatsoper gastierte sie 1965 beim Edinburgh Festival als Fiordiligi in Così fan tutte. Im selben Jahr trat sie auch beim Montreux Festival auf und ab diesem Jahr fast alljährlich bei den Münchner Festwochen. Beruhte ihr Einsatz für die Bayerische Staatsoper München zu diesem Zeitpunkt noch auf Gastspielbasis, erhielt sie 1968 ein festes Engagement, das erst 1981 gelöst wurde. 1969 gab sie ein Gastspiel an der Wiener Staatsoper, wo sie die Elisabeth im Tannhäuser sang. 1970 sang sie bei den Salzburger Festspielen die 1. Dame in Mozarts Zauberflöte. Im Jahr darauf wiederholte sie dies beim Edinburgh Festival. Außerdem ist sie in dieser Rolle in der Zauberflöten-Verfilmung von 1970/71 zu sehen. In der Saison 1971/72 gastierte sie an der Scottish Opera Glasgow als Sieglinde in Richard Wagners Walküre. Am 1. August 1972 nahm sie an der Bayerischen Staatsoper in der Hauptpartie an der Uraufführung der Oper Sim Tjong des südkoreanischen Komponisten Yun I-sang teil. Am 18. März 1974 wurde sie zur Bayerischen Kammersängerin ernannt. Gastspiele führten sie auch nach Hamburg, Stuttgart, Düsseldorf und Zürich. Im Ausland tourte sie in Großbritannien, Italien, der Türkei und den USA. Neben ihrer eigentlichen Präsenz als Operndarstellerin trat sie auch als Konzert-, Oratorien- und Liedersängerin in Erscheinung.
1979, gegen Ende ihrer Bühnenlaufbahn, widmete sie sich bereits einer neuen Aufgabe, indem sie sich als Dozentin für Sologesang/Stimmbildung der Fachakademie für Musik der Stadt Augsburg, dem heutigen Leopold-Mozart-Zentrum, zur Verfügung stellte.
Leonore Kirschstein starb am 26. Februar 2017. Mit ihrem Ehemann Ernst Grathwol hatte sie eine Tochter, Rebecca Grathwol (* 1966).

## Rollen
Kirschsteins Bühnenpartien waren unter anderem: Eurydike in Orpheus und Eurydike von Christoph Willibald Gluck, Gräfin di Almaviva in Figaros Hochzeit, Donna Elvira im Don Giovanni, Fiordiligi in Così fan tutte und Pamina in der Zauberflöte, alle von Wolfgang Amadeus Mozart, Agathe im Freischütz von Carl Maria von Weber, Elisabeth in Tannhäuser, Elsa in Lohengrin, Freia im Rheingold, Sieglinde in der Walküre, Gutrune in der Götterdämmerung und Eva in Die Meistersinger von Nürnberg, alle von Richard Wagner, die Titelrolle in Die Kluge von Carl Orff, Micaela in Carmen von Georges Bizet, die Kaiserin in Die Frau ohne Schatten, die Titelrolle in Arabella und die Feldmarschallin in Der Rosenkavalier, alle von Richard Strauss, Desdemona im Otello, Elisabetta im Don Carlos und Alice Ford im Falstaff, alle von Giuseppe Verdi, Antonia in Hoffmanns Erzählungen von Jacques Offenbach.
Schallplattenaufnahmen gibt es von: Missa solemnis auf Nonesuch Records (1965), J.S. Bach: Schleicht, spielende Wellen, und murmelt gelinde [Glückwunschkantate] auf Bärenreiter-Musicaphon (1966), Cardillac (Cardillacs Tochter) auf Deutsche Grammophon Gesellschaft (1968), Lohengrin (Elsa) auf Westminster (1968), Die Zauberflöte (1. Dame) auf Electrola (1973).